# 里奇蒙橋
里奇蒙橋（英語：Richmond Bridge）是位於英國西倫敦泰晤士河畔里奇蒙倫敦自治市的一座修建於18世紀的石拱橋，橫跨泰晤士河，設計者是James Paine和Kenton Couse。里奇蒙橋被列為英國I級登錄建築，修築於1774年至1777年期間，以取代渡輪提供渡河服務。里奇蒙橋也是大倫敦地區現存的跨泰晤士河橋樑中歷史最古老的橋。